# Parupeneus indicus
Parupeneus indicus es una especie de peces de la familia Mullidae en el orden de los Perciformes.

## Morfología
• Los machos pueden llegar alcanzar los 45 cm de longitud total.

## Distribución geográfica
Se encuentra desde el Yemen, Golfo de Adén y sur de Omán hasta Sudáfrica, las Islas Carolinas, Samoa , el sur del Japón y el sur de Queensland (Australia ).

## Hábitat
Es un pez de mar.